# Kiswel Group
Kiswel Group é um conglomerado industrial sul coreano que atua em diversos ramos da economia.

## Subsidiarias
- Kiswel (Koryeo Yongjeopbong)
- ETLAND (Jeonja Land)
- Jisan Resort
- Samhwa Steel
- Koryeo Steel
- Koryeo Heat Treatment Company